# Friedrich Schrötter
Friedrich Schrötter (* 1964 oder 1965 in Traismauer) ist ein Generalmajor des österreichischen Bundesheeres.

## Militärische Laufbahn

### Ausbildung und erste Verwendungen
Schrötter trat 1982 dem Bundesheer bei und absolviert von 1983 bis 1986 die Theresianische Militärakademie und wurde anschließend
Zugführer und Kompaniekommandant bei der Panzertruppe.

### Dienst als Stabsoffizier
Von 1991 bis 1994 absolvierte er den 13. Generalstabslehrgang an der Landesverteidigungsakademie in Wien. Vom 1. April 1999 bis zum 14. Februar 2000 war er Bataillonskommandant des Jägerbataillon 25.

### Dienst im Generalsrang
Im Februar 2016 wurde er zum Generalmajor befördert. Am 12. Mai 2016 wurde Schrötter in die Militärhistorische Denkmalkommission berufen.
Im Generalsrang bekleidete Schrötter unter anderem den Posten als Kommandeur der EUFOR in Bosnien und Herzegowina.
Am 20. Dezember 2020 wurde Friedrich Schrötter mit dem Ehrenkreuz der Bundeswehr in Gold ausgezeichnet. Wesentliche Gründe für die Auszeichnung war laut dem Deutschen Bundesministerium der Verteidigung die Zusammenarbeit im Einsatz EUTM Mali, EUNAVFOR Op Sophia, Resolute Support Afghanistan und bei der EU Battlegroup.

### Auslandseinsätze
- 2. Dezember 2006 – 5. Juli 2007 als Kommandeur des österreichischen Kontingents, sowie Chef des Stabes und stellvertretender Kommandant der Multinational Task Force North (MTFN) der EUFOR in Bosnien und Herzegowina[6][7][1]
- 24. März 2016[7] bis 28. März 2017[9] als Kommandeur der EUFOR in Bosnien und Herzegowina[6]

### Ehrungen und Auszeichnungen (Auswahl)
- 2020: Ehrenkreuz der Bundeswehr in Gold[8]
- Einsatzmedaille des Österreichischen Bundesheeres(lit. a)
- Wehrdienstmedaille in Bronze[10]
- Goldenes Ehrenzeichen für Verdienste um die Republik Österreich[10]
- 2012: Großes Goldenes Ehrenzeichen für Verdienste um das Bundesland Niederösterreich[10]
- Einsatzmedaille der Europäischen Union
- Wehrdienstzeichen 1. Klasse[10]
- Wehrdienstzeichen 2. Klasse
- Wehrdienstzeichen 3. Klasse

## Veröffentlichungen
- Schrötter, Friedrich (2017): EUFOR Operation ALTHEA; in: Truppendienst – Magazin des Österreichischen Bundesheeres; Onlineversion